# Audresselles
Audresselles – miejscowość i gmina we Francji, w regionie Hauts-de-France, w departamencie Pas-de-Calais.
Według danych na rok 1990 gminę zamieszkiwało 587 osób, a gęstość zaludnienia wynosiła 103 osób/km² (wśród 1549 gmin regionu Nord-Pas-de-Calais Audresselles plasuje się na 725. miejscu pod względem liczby ludności, natomiast pod względem powierzchni na miejscu 620.).

## Burmistrz
Roger Tourret

## Znani ludzie urodzeni w Audresselles
- Albert Besson
- Robert Beauvais - powieściopisarz francuski
- Maurice Boitel - malarz
- Henri Dutilleux - kompozytor francuski
- Philippe de Hauteclocque